# Gérard Macé (cyclisme)
Pour le poète, essayiste, critique, traducteur et photographe français, voir Gérard Macé. Pour les homonymes, voir Macé.
Gérard Macé (né le 9 juillet 1953 à Saint-Aubin-de-Terregatte dans la Manche) est un coureur cycliste français, actif dans les années 1970 et 1980.

## Biographie
Gérard Macé commence le cyclisme en 1968 dans les pelotons cadets. Bon sprinter, il est d'abord licencié au VC Avranches chez les amateurs, avant de rejoindre l'UV Caen. 
En 1977, il remporte les Deux Jours de Caen. En 1978, il termine sur le podium du championnat de France amateurs, à la troisième place. La même année, il remporte les deux premières étapes de la Route de France à Vichy, qu'il dispute avec le comité de Normandie. Il est également sélectionné en équipe de France amateurs. 
Il passe professionnel en 1979 dans la nouvelle équipe La Redoute-Motobécane, qui compte notamment dans ses rangs Mariano Martinez et Bernard Vallet. Avec cette formation, il participe au Tour de France,, où il abandonne dans la seizième étape Morzine/Avoriaz-Les Ménuires. 
Il doit ensuite quitter La Redoute à la fin de la saison et rejoint avec son équipier Alain Patritti l'équipe Les Amis du Tour de France en 1980. Un problème de santé l'oblige cependant à mettre un terme à sa carrière professionnelle. « J'ai vécu une aventure formidable et je ne regrette rien », dit-il.
Il est le père d'un cycliste amateur de bon niveau, Tony Macé.
La partie "Biographie" est en grande partie tirée de l'article de Gérard Macé sur Wikimanche 

## Palmarès
- 1975
  - 2e des Deux Jours de Caen
- 1977
  - Champion de Normandie sur route
  - Deux Jours de Caen :
    - Classement général
    - 1re étape

  - 3e du Grand Prix de Saint-Hilaire-du-Harcouët
- 1978
  - 1re et 2e étapes de la Route de France
  - 2e du Grand Prix de Névez
  - 3e du championnat de France sur route amateurs
- 1981
  - Grand Prix de Saint-Hilaire-du-Harcouët

## Résultats sur les grands tours

### Tour de France
1 participation
- 1979 : abandon (16e étape)